# Christian Settipani
Christian Settipani (Paris, 31 de janeiro de 1961) é um historiador francês. 
Tem mestrado em História pela Universidade de Paris-Sorbonne, e doutorou-se na Universidade de Lorraine com a tese Les prétentions généalogiques à Athènes sous l'Empire romain. É pesquisador do Centre d'histoire et civilisation de Byzance do Centre national de la recherche scientifique e um dos editores da coleção Prosopographica et Genealogica da Universidade de Oxford.
É considerado uma grande autoridade em prosopografia e genealogia da Idade Média e Antiguidade. Suas obras Les ancêtres de Charlemagne (1989, 2ª ed. revisada 2014) e Nos ancêtres de l'Antiquité (1991) lhe trouxeram amplo reconhecimento. Segundo o pesquisador  Marshall Kirk, Les ancêtres é "de longe a mais importante obra sobre este tema jamais escrita em qualquer língua. Soberba bibliografia. Indispensável". Resenhando uma de suas publicações mais conhecidas, Continuité gentilice et continuité familiale dans les familles sénatoriales romaines à l’époque impériale (2000), Nathaniel Taylor, professor na Universidade de Kentucky, disse:
"Assim como seus outros importantes trabalhos em genealogia antiga e medieval, [esta obra] é um assombroso compêndio de informação detalhada e uma mina de ouro bibliográfica. Continuité  é a destilação de anos de um cuidadoso trabalho com as fontes primárias e secundárias. Representa uma abrangente pesquisa no campo da genealogia romana, oferecendo uma ampla introdução tratando do método e dos debates em curso, e uma série de detalhadas reconstruções monográficas de famílias individuais. O livro é repleto de material diversificado e valioso. [...] A densidade da discussão genealógica torna o livro difícil para o leitor casual. [...] Mesmo que a apresentação do material não seja adequada para as necessidades de todos os leitores, de qualquer maneira o livro é uma grande realização".
La noblesse du Midi carolingien. Études sur quelques grandes familles d’Aquitaine et de Languedoc du IXe au XIe s. Toulousain, Perigord, Limousin, Poitou, Auvergne (2003) também foi louvado em resenha de George Beech, qualificando a obra como "indispensável para todo pesquisador que busca informação sobre as famílias estudadas".
Além de ter escrito dezenas de artigos, deixou outras obras de grande envergadura: La préhistoire des Capétiens (482-987): Mérovingiens, Arnulfiens, Carolingiens, Robertiens (1993, com P. Van Kerrebrouck), que recebeu o Prêmio Maurice Payard da Académie nationale de Reims, e  Continuité des élites à Byzance durant les siècles obscurs. Les princes caucasiens à Byzance du VIe au IXe siècles (2006).